# Tokyo Wars
Tokyo Wars (トーキョーウォーズ Tokyo Wōzu?) es un videojuego de disparos de batalla de tanques de arcade de 1996 desarrollado y publicado por Namco.

## Jugabilidad
Tokyo Wars permite que de uno a ocho jugadores controlen tanques separados, ya sea como compañeros de equipo o como oponentes. Los jugadores pueden jugar en el corazón del centro de Tokio o en el muelle de la ciudad. Sin embargo, los jugadores tienen veinte segundos para tomar todas las decisiones antes de que el juego los bloquee automáticamente.
Los gabinetes de lujo cuentan con un control háptico neumático que simula el efecto de retroceso del arma principal del tanque. Dado que los gabinetes normales no ofrecen retroceso accionado por aire, la edición de lujo ofrece un poco más de realismo que el gabinete normal. Las flechas en la parte superior de la pantalla ayudan a determinar el compañero de equipo del oponente porque veinte tanques corren por el campo de batalla en busca de una muerte fácil. Si bien los autos siempre se pueden demoler aplastándolos, algunos de los pasillos del juego se derrumbarían bajo el peso de los enormes tanques.
Un juego dura quince minutos o hasta que todos los tanques rivales son derribados. El juego usa el tablero Super System 22 de Namco, con un gabinete personalizado. Los jugadores deben sentarse para poder jugar. Los juegos se pueden jugar como una competencia con jugadores humanos en ambos lados o de forma cooperativa en el mismo equipo contra oponentes controlados por la IA. Aunque solo dos jugadores pueden jugar a la vez, se pueden interconectar hasta cuatro máquinas para brindar hasta ocho jugadores la oportunidad de competir en partidas de estilo torneo.

## Recepción
Tokyo Wars fue un título popular en las salas de juegos a fines de la década de 1990; la publicación japonesa de juegos de arcade Game Machine informó que fue el juego de arcade más popular de enero de 1997. Un crítico de Next Generation dijo que el juego "es esencialmente un mondo, una fiesta de cañones de testosterona con tanques semirrápidos (más rápidos que los tanques reales, pero no tan rápidos como quieres que sean)", elogiando las grandes arenas con una cobertura estratégicamente útil y un escenario destructible. Señaló que el juego estaba fuertemente orientado hacia el juego de dos contra dos, hasta el punto en que el gabinete solo se vende en una configuración para cuatro jugadores, aunque el juego para un solo jugador es posible.
En 2010, Ron Alpert de Gamasutra creía que Tokyo Wars era uno de los juegos de arcade más impresionantes de Namco en ese momento, y escribió que "arrastró el género pateando y gritando a la nueva generación con una presentación mucho más deslumbrante". Comparó su modo de juego con el Battlezone de Atari y compartió su admiración por su gabinete arcade. El escritor de Kotaku Australia, Chris Jager, lo clasificó entre los mejores videojuegos con temática de tanques de todos los tiempos en 2014, creyendo que este y otros juegos similares le dieron a las salas de juegos una ventaja sobre plataformas como la Nintendo 64. Jager encontró que los gráficos siguen siendo impresionantes hoy en día, y también disfrutó de su estilo de control y fuerza de respuesta.

## Legado
En 2009, Namco Bandai Games produjo un sucesor espiritual de Tokyo Wars, titulado Tank! Tank! Tank!. Originalmente lanzado para salas de juegos, luego fue portado a Wii U en 2012 como título de lanzamiento del sistema. Tank! Tank! Tank! presenta muchas de las mismas mecánicas y conceptos establecidos en Tokyo Wars, centrándose principalmente en el juego cooperativo y en la destrucción de jefes enemigos más grandes. Si bien la versión arcade fue del agrado de su jugabilidad y acción estimulante, la versión de Wii U fue duramente criticada por su falta de juego y profundidad en línea. Tokyo Wars también fue una gran fuente de inspiración para el juego Battle Tanx de Nintendo 64.